# Dèrceto
Dèrceto o Dèrcetis (en grec Δερκετώ Derketṓ o Δερκίτις Derkítis; en llatí Dercĕtis o Dercĕto), coneguda també com a Atargatis o Siriadea (Syriadea, Συρίη θεός), era una deessa de la mitologia assíria, representada en forma de peix amb cap, braços i pit de dona. Estava casada amb el déu Hadad. La seva filla era Semíramis, reina d'Assíria. Es considera la versió oriental de la deessa fenícia Astarte.
De vegades era confosa amb Dagó, que també apareixia en les iconografies com mig peix- tot i que la seva part humana, en aquest cas, era masculina. Fins on se sap, només aquesta deessa i Eurínome foren representades pels grecs, entre les deesses femenines, amb la mateixa constitució amfíbia.

## Descripció
Dèrceto era com coneixien els antics grecs, en forma abreujada, la deïtat síria d'Atargatis. També és coneguda com a Deessa de Síria i ocasionalment, amb un sol mot, Deasura. Popularment, se la descriu com la deessa-sirena, a causa de l'aparença del seu cos a Ascaló i per la font escrita de Diodor de Sicília.
En la cultura assíria li eren consagrats els peixos i se li retia culte a temples en què hi havia grans estanys. Era la representació femenina de les forces fecundants de la natura, així com Dagó n'era la masculina.
El fet de representar-la amb mig cos de peix es deu a la llegenda referida per Diodor en què Dèrceto va ofendre Venus i aleshores la deessa li inspirà una passió cega envers un dels que li oferien sacrificis al temple, el pastor Caïstre. D'aquesta passió va néixer una nena, Semíramis, que arribaria a ser reina de Babilònia. Després de néixer la seva filla, també per obra de Venus, acabà l'amor que Dèrceto sentia per ella. Dèrceto, plena d'ira, abandonà la seva filla, feu matar l'home a qui havia estimat i es llançà a l'aigua disposada a suïcidar-se, la qual cosa els déus no varen permetre. Així va ser com va adquirir la seva morfologia amfíbia.

## Centres de culte i imatges
El seu santuari principal estava a Hieràpolis Bambice (l'actual Manbij, al nord de Síria), on fou adorada juntament amb Hadad. El seu antic temple fou reconstruït el 300 aC per la reina Estratònice, dona de Seleuc I.
Potser com a resultat del mecenatge grec del seu culte per mercaders i mercenaris grecs, s'estengué a diferents parts del món grec, on la deessa era considerada generalment com una forma d'Afrodita.
A Palmira apareix en monedes com un lleó, o la seva presència és assenyalada com un lleó i la lluna creixent, una inscripció la menciona. Als temples d'Atargatis a Palmira i a Dura Europos aparegué en diverses ocasions amb el seu consort, Hadad, i en la rica cultura sincrètica de Dura Europos fou adorada com Àrtemis Azzanthkona. A Niha (Líban tenia dos temples dedicats a ella i a Hadad.
A la dècada del 1930 nombrosos baixos relleus nabateus d'Atargatis foren identificats per Nelson Glueck a Khirbet et-Tannûr (Jordània), a les ruïnes del temple de principis del segle i, on els llavis i ulls de la deessa, lleugerament velada, havien estat pintats de vermell i amb un parell de peixos enfrontats sobre el cap. Tenia els cabells ondulats, la qual cosa suggereix aigua a Glueck, i estava partit pel mig. A Petra, la deessa del nord estava sincretitzada amb una dea del nord d'Aràbia des del sud al-Uzzah, venerada al seu temple. A Dura Europos, entre els atributs de la deessa es troben el fus i el ceptre o llança de peix.
Als seus temples a Ascaló, Hieràpolis Bambice i Edessa, hi havia estanys que contenien peixos que només podien tocar els seus sacerdots. Glueck assenyalà el 1936 que "ara existeix un estany sagrat amb un banc de peixos que no es poden tocar a El Qubbet, un monestir a tres quilòmetres a l'est de Trípoli (Líban)".
Des de Síria, el seu culte s'estengué a Grècia i més a l'occident. Llucià i Apuleu proporcionen descripcions de rodamóns-sacerdots que recorrien les grans ciutats amb una imatge de la deessa en un ase i recollint diners.
L'àmplia extensió del culte és atribuïble en gran manera als comerciants siris, per la qual cosa es troben rastres d'ella als grans ports marítims, sobretot a Delos, on s'han trobat nombroses inscripcions com a testimoni de la seva importància. També es troba el seu culte a Sicília, introduït pels esclaus i les tropes mercenàries, que el dugueren àdhuc als més llunyans límits septentrionals de l'Imperi Romà.
El líder dels esclaus rebels de la Primera Guerra Servil, un siri anomenat Eunus, afirmà rebre visions d'Atargatis, a qui identificà amb la Demèter d'Enna.

## Sincretisme
En molts casos, Atargatis, Astarte i altres deesses que un cop tingueren cultes i mitologies independents es fongueren de tal manera que arribaren a ser indistingibles, sincrètiques. Aquesta fusió s'exemplifica al temple de Carnió, que és probablement idèntic al famós temple d'Astarte a Astarot-Karnaim (Jordània).
Atargatis generalment apareix com la dona d'Hadad. Són les deïtats protectores de la comunitat. Atargatis, que porta una corona mural, és l'ancestre de la casa reial, el fundador de la vida social i religiosa, la deessa de la generació i la fertilitat (d'aquí el predomini dels emblemes fàl·lics) i l'inventor de dispositius útils. Com és natural, s'identifica amb la grega Afrodita. Mitjançant la conjunció d'aquestes funcions, malgrat que s'origina com una deïtat de mar anàloga a Amfitrite, en última instància es converteix en una gran dea de la natura, anàloga a Cíbele i Rea: en un aspecte, la deessa tipifica la protecció de l'aigua en la producció de la vida, en un altre, el que és universal d'una altra terra; en un tercer (influïda, sens dubte, per l'astrologia caldea) el poder del destí.